# تشوي أو-بايك
تشوي أو-بايك (هانغل: 최오백) هو لاعب كرة قدم كوري جنوبي في مركز نصف الجناح، ولد في 10 مارس 1992 في كوريا الجنوبية. لعب مع نادي سونغنام.

## وصلات خارجية
- تشوي أو-بايك على موقع دوري كوريا الجنوبية (الإنجليزية)